# خيرمان فيلار
خيرمان فيلار (بالإسبانية: Germán Villar)‏ هو مغني أوبرا إسباني، ولد في 1975.